# Lac Saussat
Le lac Saussat (ou Saoussat) est un lac des Pyrénées françaises sur la commune d'Oô proche de Bagnères-de-Luchon dans la Haute-Garonne (région Occitanie).

## Toponymie
Le terme saussat désigne en occitan béarnais un lieu planté de saules. Le lac est parfois orthographé « Saoussat ».

## Géographie
Le lac Saussat est un lac naturel de montagne, situé dans la Haute-Garonne, en France, sur le territoire de la commune d'Oô. Situé à 1 921 m d'altitude, il reçoit les eaux de plusieurs lacs situés au sud, principalement le lac du Portillon via la Neste d'Oô et le lac Glacé d'Oô. Il se vide sur sa côte nord dans le lac d'Espingo, situé à 500 m au nord-ouest, également par la Neste d'Oô.
Long au maximum de 500 m du nord au sud et large de 200 m d'est en ouest, le lac Saussat mesure environ 6 ha. Il est profond d'environ 5 m.
Le lac de Saussat se trouve sur l'estive de Oô sur une surface d'environ 1800 hectares pour les ovins et 700 hectares pour les bovins ; l'estive est située sur la commune de Oô.

## Voies d'accès
Sur la route du col de Peyresourde, prendre la direction du village d'Oô, et continuer après le village jusqu'au parking, prendre le chemin forestier, passer le lac d'Ôo et le lac d'Espingo.

## Divers
Le lac est le sujet de la chanson Saussat du groupe Nadau, parue sur l'album Pengabelòt en 1994.
Le refuge gardé d'Espingo (1967 m) se trouve au sud, près du col pédestre d'Espingo.

## Protection environnementale
La zone Natura 2000 de la Haute vallée d'Oô est classé en zone spéciale de conservation (en référence à la Directive Habitats) depuis 2007, avec une superficie de 3 407 hectares, elle s'étend sur la commune d'Oô dont le lac de Saussat.